# Comunitat de municipis
La mancomunitat de comunes o communauté de communes (en francès i oficialment) és una institució francesa definida per la llei del 6 de febrer de 1992 (modificada el 1999 i el 2002) relativa a l'administració territorial francesa. Aquestes comunitats exerceixen de forma conjunta algunes competències dels municipis membres. Segons el Code général des collectivités territoriales o CGCT que regula les comunitats de municipis aquestes són «una entitat pública de cooperació intercomunal que reagrupa diverses comunes limítrofes i sense enclavaments. Té per objecte associar les comunes en el si d'un espai de solidaritat, amb vistes a l'elaboració d'un projecte comú de desenvolupament i de gestió territorial». Tanmateix disposen de fiscalitat pròpia i estan administrades per un consell comunitari (conseil communautaire) format per delegats de cada municipi. A més tenen tres àmbits de competències:
- Desenvolupament econòmic
- Gestió territorial
- i un tercer que poden escollir entre cinc blocs:
  - Protecció i promoció de l'entorn natural
  - Política d'habitatge i serveis socials
  - Creació, gestió i manteniment de la xarxa viària
  - Construcció, manteniment i funcionament d'equipaments culturals, esportius i d'ensenyament infantil i primària.

El consell comunitari pot escollir altres competències facultatives que convinguin i els municipis escullen les competències que deleguen a la comunitat.